# Nazionale maschile di pallacanestro dell'Argentina
La nazionale di pallacanestro dell'Argentina, selezione dei migliori giocatori di pallacanestro di nazionalità argentina, rappresenta l'Argentina nelle competizioni internazionali di pallacanestro organizzate dalla FIBA. È gestita dalla Confederación Argentina de Básquetbol.

## Storia

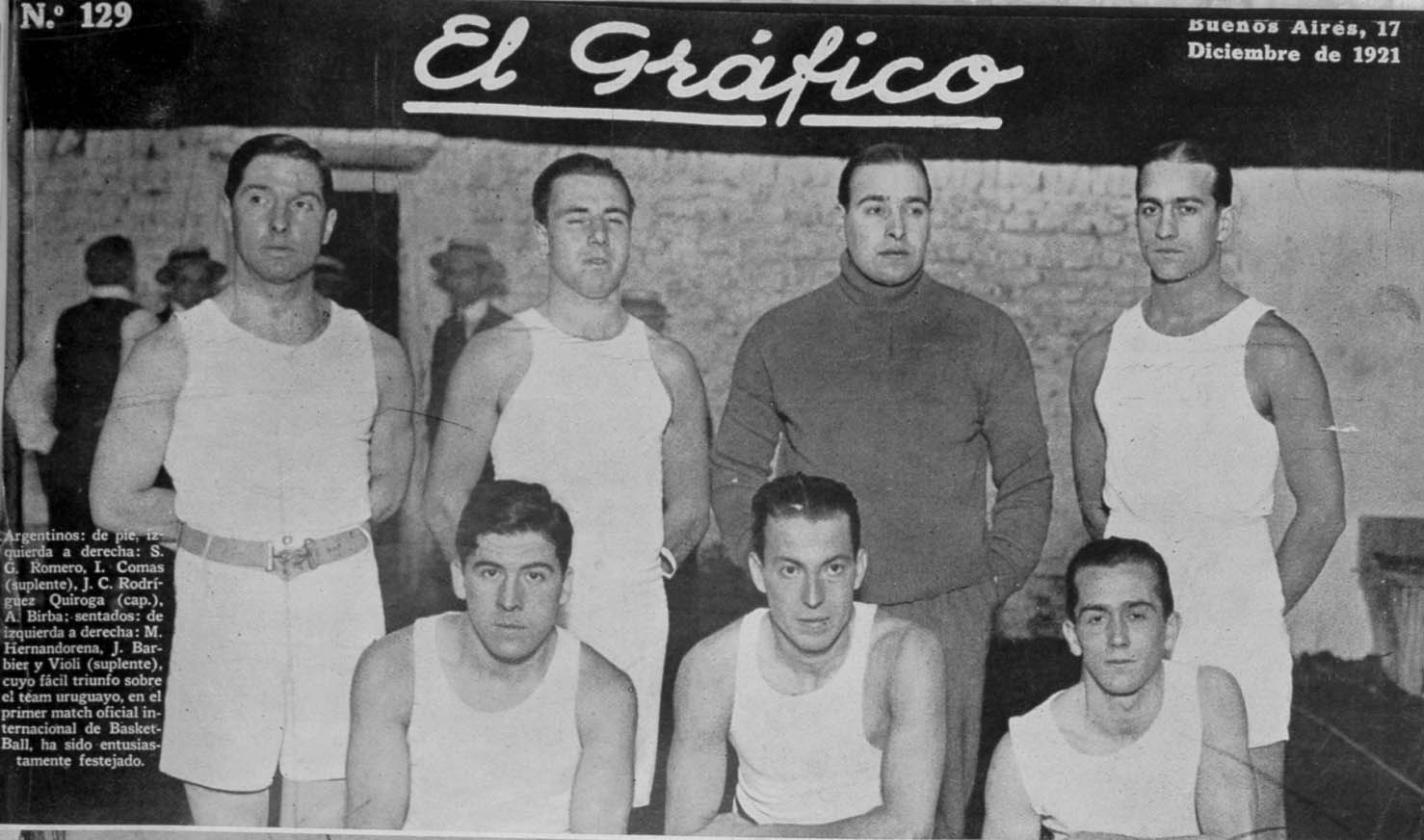
Argentina, 1921.

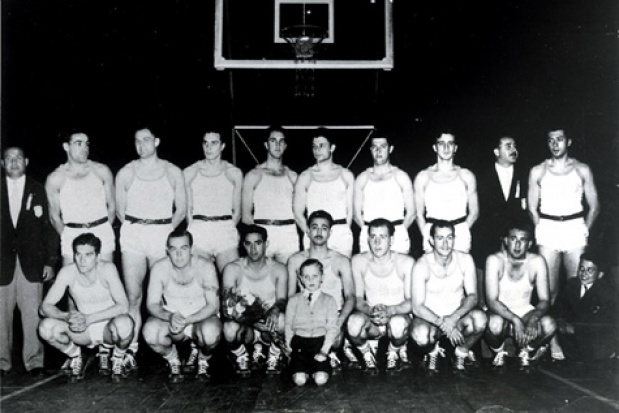
Argentina, 1950.

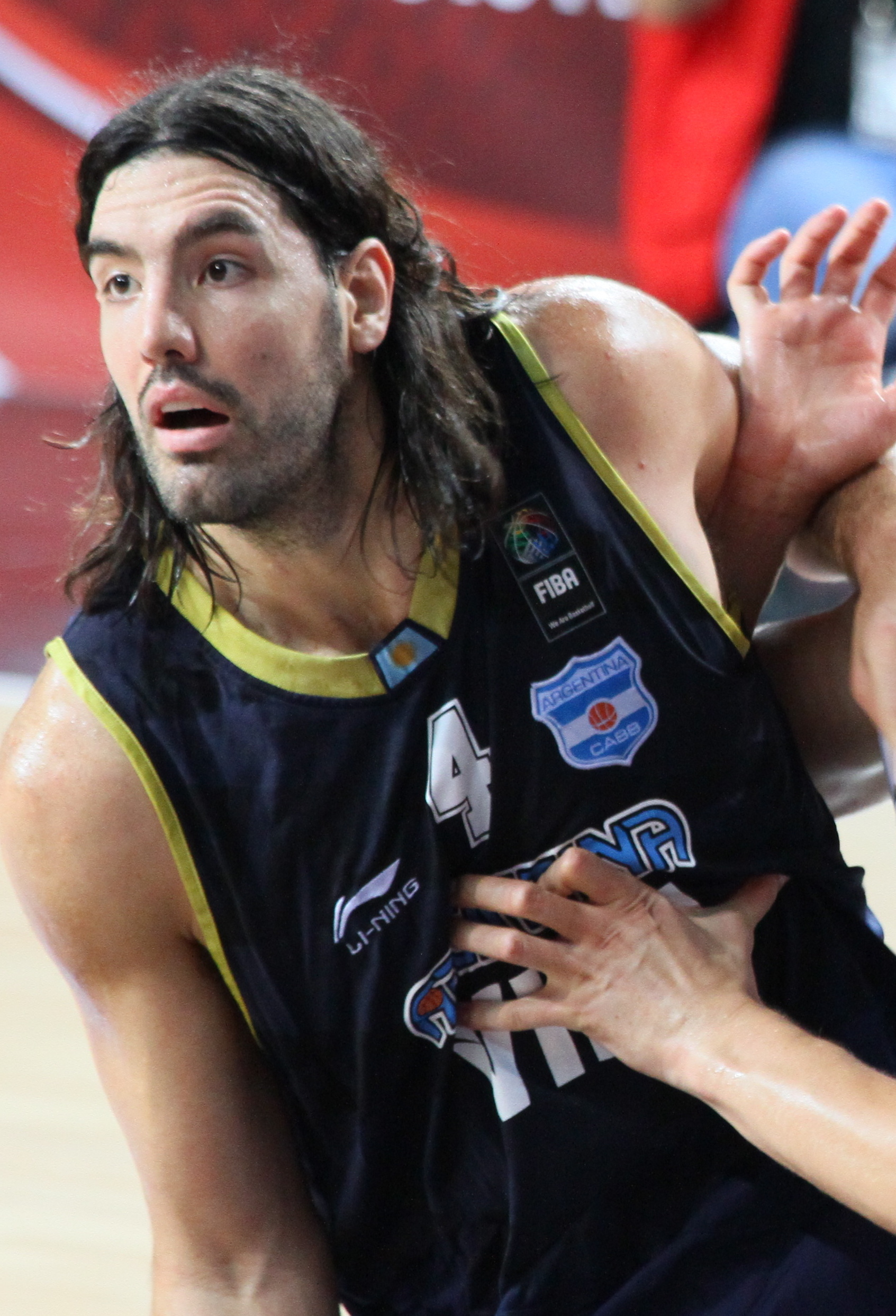
Luis Scola.

Dagli anni trenta la nazionale di pallacanestro argentina ha preso parte al campionato sudamericano, vincendo le edizioni del 1930, 1935, 1941 e 1943.
Nel 1950, si disputa il primo campionato del mondo a Buenos Aires, nonostante le aspettative di un successo non erano molto elevate, la nazionale allenata da Jorge Canavesi e Casimiro González Trilla si è laureata campione del mondo battendo anche i favoriti Stati Uniti. Negli anni successivi la nazionale Argentina ha continuato a raccogliere risultati positivi vincendo due argenti ai campionati panamericani del 1951 e 1955 e arrivando quarta alle Olimpiadi di Helsinki 1952.
Nonostante alcuni successi a livello continentale, a partire dal 1955 fino al 1982, la pallacanestro argentina ha avuto un periodo di crisi a causa della mancanza di organizzazione della federazione. In quegli anni non era organizzato un campionato nazionale, ma solo campionati regionali e un torneo con le rappresentative provinciali.
Nei primi anni ottanta il direttore tecnico Leon Najnudel ha presentato un piano per creare un campionato nazionale organizzato in tre divisioni, che si è realizzato nel 1985. Il campionato è cresciuto, tra alti e bassi, e presto ha cominciato a dare i suoi frutti. Nel 1990, l'Argentina ha ospitato di nuovo il campionato mondiale chiudendo in ottava posizione, nel 1995 ha vinto i Panamericani e nel 2001 la Coppa America, giocando in casa entrambe le manifestazioni.
La consacrazione di questa squadra a livello internazionale, è arrivata con il secondo posto ai mondiali di Indianapolis e la vittoria alle Olimpiadi di Atene 2004.
Negli anni successivi l'Argentina si è confermata ad ottimi livelli arrivando quarta ai mondiali del 2006 e vincendo la medaglia di bronzo alle Olimpiadi del 2008, risultato che gli ha consentito di arrivare al primo posto della classifica FIBA.
Attualmente, il team argentino, insieme a quello brasiliano, è una delle potenze cestistiche del continente sudamericano. L'Argentina è stata la prima nazionale a vincere il campionato mondiale maschile, nel 1950, nel 2004 ha vinto anche il torneo olimpico maschile battendo l'Italia in finale. Nel suo palmarès ci sono anche tredici Tornei sudamericani e due Campionati americani.
Al termine del torneo olimpico 2008, l'Argentina ha raggiunto il primo posto nella classifica mondiale per nazioni stilata dalla FIBA.

## Piazzamenti

### Olimpiadi
- 1948 - 15°
- 1952 - 4°
- 1996 - 9°
- 2004 -  1°

- 2008 -  3°
- 2012 - 4°
- 2016 - 8°
- 2020 - 7°

### Campionati del mondo
- 1950 -  1°
- 1959 - 10°
- 1963 - 8°
- 1967 - 6°
- 1974 - 11°

- 1986 - 12°
- 1990 - 8°
- 1994 - 9°
- 1998 - 8°
- 2002 -  2°

- 2006 - 4°
- 2010 - 5°
- 2014 - 11°
- 2019 -  2°

### Campionati americani
- 1980 -  3º
- 1984 - 7°
- 1988 - 5º
- 1989 - 8º
- 1992 - 6º

- 1993 -  3º
- 1995 -  2º
- 1997 - 4º
- 1999 -  3º
- 2001 -  1º

- 2003 -  2º
- 2005 -  2º
- 2007 -  2º
- 2009 -  3º
- 2011 -  1º

- 2013 -  3º
- 2015 -  2º
- 2017 -  2º
- 2022 -  1º

### Campionati sudamericani
- 1930 -  2°
- 1932 -  3°
- 1934 -  1°
- 1935 -  1°
- 1937 - 5°
- 1938 -  2°
- 1939 -  3°
- 1940 -  2°

- 1941 -  1°
- 1942 -  1°
- 1943 -  1°
- 1945 -  3°
- 1947 - 5°
- 1949 - 5°
- 1955 - 4°
- 1958 - 4°

- 1960 -  3°
- 1961 -  3°
- 1963 - 4°
- 1966 -  1°
- 1968 - 5°
- 1969 -  3°
- 1971 -  3°
- 1973 -  2°

- 1976 -  1°
- 1977 -  3°
- 1979 -  1°
- 1981 -  3°
- 1983 -  2°
- 1985 -  3°
- 1987 -  1°
- 1989 -  2°

- 1991 -  3°
- 1993 -  2°
- 1995 -  2°
- 1997 -  3°
- 1999 -  2°
- 2001 -  1°
- 2003 -  2°
- 2004 -  1°

- 2006 -  3°
- 2008 -  1°
- 2010 -  2°
- 2012 -  1°
- 2014 -  2°
- 2016 - 4°

### Giochi panamericani
- 1951 -  2º
- 1955 -  2º
- 1967 - 6°
- 1971 - 5º
- 1975 - 7º

- 1979 - 6º
- 1983 - 5°
- 1987 - 9º
- 1991 - 6º[1]
- 1995 -  1º

- 1999 - 4º
- 2003 - 6º
- 2007 - 4º
- 2011 - 7°
- 2015 - 5°

- 2019 -  1º

### Manifestazioni minori
- Torneo Acropolis: 1

1990

## Formazioni

### Olimpiadi
Pallacanestro ai Giochi della XIV Olimpiade3 Furlong, 4 Varani, 5 González, 6 Lledó, 7 Ruffa, 8 Guerrero, 9 Martinetti, 10 Menini, 11 Uder, 12 Vío, 13 Contarbio, 14 Nuré, 15 Calvo, 16 Pérez,        All. Jorge Canavesi
Pallacanestro ai Giochi della XV Olimpiade3 Menini, 4 del Vecchio, 5 Contarbio, 6 Pérez Varela, 7 Gazsó, 8 López, 9 Viau, 11 González, 12 Uder, 13 Monza, 15 Pagliari, 16 Lledó, 17 Furlong, 18 Poletti,        All. Jorge Canavesi
Pallacanestro ai Giochi della XXVI Olimpiade - Torneo maschile4 Nicola, 5 Farabello, 6 Villar, 7 de la Fuente, 8 Michel, 9 Milanesio, 10 Espil, 11 Osella, 12 Oberto, 13 Racca, 14 Pérez, 15 Wolkowyski,        All. Guillermo Vecchio
Pallacanestro ai Giochi della XXVIII Olimpiade - Torneo maschile4 Sánchez, 5 Ginóbili, 6 Montecchia, 7 Oberto, 8 Herrmann, 9 Fernández, 10 Sconochini, 11 Scola, 12 Gutiérrez, 13 Nocioni, 14 Delfino, 15 Wolkowyski,        All. Rubén Magnano
Pallacanestro ai Giochi della XXIX Olimpiade - Torneo maschile4 Scola, 5 Ginóbili, 6 González, 7 Oberto, 8 Prigioni, 9 Porta, 10 Delfino, 11 Quinteros, 12 L. Gutiérrez, 13 Nocioni, 14 J.P. Gutiérrez, 15 Kammerichs,        All. Sergio Hernández
Pallacanestro ai Giochi della XXX Olimpiade - Torneo maschile4 Scola, 5 Ginóbili, 6 Mata, 7 L. Gutiérrez, 8 Prigioni, 9 J.P. Gutiérrez, 10 Delfino, 11 Campazzo, 12 Leiva, 13 Nocioni, 14 Jasen, 15 Kammerichs,        All. Julio Lamas
Pallacanestro ai Giochi della XXXI Olimpiade - Torneo maschile4 Scola, 5 Ginóbili, 7 Campazzo, 8 Laprovíttola, 9 Brussino, 10 Delfino, 12 Delía, 13 Nocioni, 14 Deck, 19 Mainoldi, 29 Garino, 35 Acuña,        All. Sergio Hernández
Pallacanestro ai Giochi della XXXII Olimpiade - Torneo maschile4 Scola, 7 Campazzo, 8 Laprovíttola, 9 Brussino, 10 Bolmaro, 11 Cáffaro, 12 Delía, 14 Deck, 17 Vildoza, 22 Vaulet, 29 Garino, 83 Gallizzi,        All. Sergio Hernández

### Campionati del mondo
Campionato mondiale maschile di pallacanestro 19503 Bustos, 4 del Vecchio, 5 Contarbio, 6 Pérez Varela, 7 Liva, 8 Furlong, 9 Viau, 10 Menini, 11 González, 12 Uder, 13 Monza, 14 López,        All. Jorge Canavesi
Campionato mondiale maschile di pallacanestro 19593 Fagnani, 4 Borda, 5 Schime, 7 Marzoratti, 8 Barreneche, 9 Parizzia, 10 Fernández, 12 Vasino, 13 Peralta, 14 Nano, 15 Sabatini, 16 Tozzi,        All. Pedro Pasquinelli
Campionato mondiale maschile di pallacanestro 19634 Lutringer, 5 Tulli, 6 Tozzi, 7 Domínguez, 8 Chazarreta, 9 Cacciamani, 10 Le Bihan, 11 Fruet, 12 De Simone, 13 García Moreno, 14 H. Oliva, 15 S. Oliva,        All. Alberto Andrizzi
Campionato mondiale maschile di pallacanestro 19674 Battilana, 5 Oliva, 6 De Lizaso, 7 Delguy, 8 Mariani, 9 Casarín, 10 Fruet, 11 Cabrera, 12 Masolini, 13 Barreneche, 14 Sandor, 15 Gehrmann,        All. Miguel Ángel Ripullone
Campionato mondiale maschile di pallacanestro 19744 Cadillac, 5 Aguirre, 6 Martín, 7 Raffaelli, 8 Guitart, 9 Becerra, 10 Perazzo, 11 Pagella, 12 Monachesi, 13 González, 14 Cabrera, 15 Gehrmann,        All. Miguel Ángel Ripullone
Campionato mondiale maschile di pallacanestro 19864 Camisassa, 5 Campana, 6 Maggi, 7 Montenegro, 8 Romano, 9 Milanesio, 10 Aispurúa, 11 Cortijo, 12 Uranga, 13 Milovich, 14 Oroño, 15 Borcel,        All. Flor Meléndez
Campionato mondiale maschile di pallacanestro 19904 Richotti, 5 Campana, 6 Maggi, 7 Osella, 8 Romano, 9 Milanesio, 10 de la Fuente, 11 Cortijo, 12 Uranga, 13 Milovich, 14 Rodríguez, 15 Scolari,        All. Carlos Boismené
Campionato mondiale maschile di pallacanestro 19944 Nicola, 5 Campana, 6 Farabello, 7 Tourn, 8 Dominé, 9 Milanesio, 10 Espil, 11 Osella, 12 Uranga, 13 Racca, 14 Pérez, 15 Wolkowyski,        All. Guillermo Vecchio
Campionato mondiale maschile di pallacanestro 19984 Nicola, 5 Sconochini, 6 Montecchia, 7 de la Fuente, 8 Sánchez, 9 Milanesio, 10 Espil, 11 Osella, 12 Oberto, 13 Ginóbili, 14 Simoni, 15 Wolkowyski,        All. Julio Lamas
Campionato mondiale maschile di pallacanestro 20024 Sánchez, 5 Ginóbili, 6 Montecchia, 7 Oberto, 8 Victoriano, 9 Fernández, 10 Sconochini, 11 Scola, 12 Gutiérrez, 13 Nocioni, 14 Palladino, 15 Wolkowyski,        All. Rubén Magnano
Campionato mondiale maschile di pallacanestro 20064 Scola, 5 Ginóbili, 6 Sánchez, 7 Oberto, 8 Herrmann, 9 Fernández, 10 Delfino, 11 Prigioni, 12 Gutiérrez, 13 Nocioni, 14 Farabello, 15 Wolkowyski,        All. Sergio Hernández
Campionato mondiale maschile di pallacanestro 20104 Scola, 5 Prigioni, 6 González, 7 Oberto, 8 J.P. Gutiérrez, 9 Cequeira, 10 Delfino, 11 Quinteros, 12 L. Gutiérrez, 13 Mata, 14 Jasen, 15 Kammerichs,        All. Sergio Hernández
Campionato mondiale maschile di pallacanestro 20144 Scola, 5 Gallizzi, 6 Mata, 7 Campazzo, 8 Prigioni, 9 Laprovíttola, 10 Gutiérrez, 11 Delía, 12 Herrmann, 13 Nocioni, 14 Bortolín, 15 Safar,        All. Julio Lamas
Campionato mondiale maschile di pallacanestro 20191 Cáffaro, 3 Vildoza, 4 Scola, 7 Campazzo, 8 Laprovíttola, 9 Brussino, 10 Fjellerup, 12 Delía, 14 Deck, 25 Redivo, 29 Garino, 83 Gallizzi,        All. Sergio Hernández

### Campionati americani
Torneo americano maschile di pallacanestro di qualificazione alle Olimpiadi 19804 Martín, 5 Aguirre, 6 Musso, 7 Raffaelli, 8 Romano, 9 Pagella, 10 Perazzo, 11 Cortijo, 12 Cadillac, 13 C. González, 14 Milovich, 15 L. González,        All. Miguel Ángel Ripullone
Torneo americano maschile di pallacanestro di qualificazione alle Olimpiadi 19844 Camisassa, 5 Aréjula, 6 Faggiano, 7 Fernández, 8 Romano, 9 Uranga, 10 Perazzo, 11 Cortijo, 12 Cadillac, 13 Milovich, 14 Oroño, 15 González,        All. Heriberto Schonwies
Torneo americano maschile di pallacanestro di qualificazione alle Olimpiadi 19884 Merlo, 5 Richotti, 6 Villar, 7 Raffaelli, 8 Uranga, 9 Filloy, 10 Aispurúa, 11 Cortijo, 12 Faggiano, 13 Scolari, 14 Pérez, 15 González,        All. Alberto Finguer
Campionato americano maschile di pallacanestro 19894 Santamaría, 5 Richotti, 6 Maggi, 7 Cerutti, 8 Rodríguez, 9 Milanesio, 10 González, 11 Cortijo, 12 Uranga, 13 Romano, 14 Osella, 15 Scolari,        All. Alberto Finguer
Torneo americano maschile di pallacanestro di qualificazione alle Olimpiadi 19924 Villar, 5 Campana, 6 Tourn, 7 de la Fuente, 8 Montenegro, 9 Milanesio, 10 Espil, 11 Cortijo, 12 Uranga, 13 Scolari, 14 Pérez, 15 Osella,        All. Walter Garrone
Campionato americano maschile di pallacanestro 19934 Dominé, 5 Tourn, 6 Villar, 7 Farabello, 8 Romano, 9 Milanesio, 10 Espil, 11 Osella, 12 Uranga, 13 Montenegro, 14 Pérez, 15 Wolkowyski,        All. Guillermo Vecchio
Campionato americano maschile di pallacanestro 19954 Nicola, 5 Farabello, 6 Villar, 7 de la Fuente, 8 Michel, 9 Milanesio, 10 Espil, 11 Osella, 12 Oberto, 13 Racca, 14 Pérez, 15 Wolkowyski,        All. Guillermo Vecchio
Campionato americano maschile di pallacanestro 19974 Fernández, 5 Campana, 6 Villar, 7 de la Fuente, 8 Victoriano, 9 Milanesio, 10 Espil, 11 Osella, 12 Díaz, 13 Racca, 14 Simoni, 15 Wolkowyski,        All. Julio Lamas
Campionato americano maschile di pallacanestro 19994 Scola, 5 Ginóbili, 6 Montecchia, 7 Nocioni, 8 Victoriano, 9 Sconochini, 10 Espil, 11 Aispurúa, 12 Gutiérrez, 13 Sucatzky, 14 Palladino, 15 Fernández,        All. Julio Lamas
Campionato americano maschile di pallacanestro 20014 Sánchez, 5 Fernández, 6 Ginóbili, 7 Oberto, 8 Victoriano, 9 Farabello, 10 Sconochini, 11 Scola, 12 Gutiérrez, 13 Nocioni, 14 Palladino, 15 Wolkowyski,        All. Rubén Magnano
Campionato americano maschile di pallacanestro 20034 Sánchez, 5 Ginóbili, 6 Montecchia, 7 Oberto, 8 Victoriano, 9 Fernández, 10 Gutiérrez, 11 Scola, 12 Kammerichs, 13 Nocioni, 14 Palladino, 15 Wolkowyski,        All. Rubén Magnano
Campionato americano maschile di pallacanestro 20054 Porta, 5 Mázzaro, 6 González, 7 Lo Grippo, 8 Farabello, 9 Fernández, 10 L. Gutiérrez, 12 J.P. Gutiérrez, 13 Quinteros, 14 Jasen, 15 Kammerichs,        All. Sergio Hernández
Campionato americano maschile di pallacanestro 20074 Scola, 5 Prigioni, 6 González, 7 Lo Grippo, 8 J.P. Gutiérrez, 9 Porta, 10 Delfino, 11 Leiva, 12 L. Gutiérrez, 13 Quinteros, 14 Sandes, 15 Kammerichs,        All. Sergio Hernández
Campionato americano maschile di pallacanestro 20094 Scola, 5 Prigioni, 6 González, 7 Mainoldi, 8 García, 9 Cantero, 10 L. Gutiérrez, 11 Sandes, 12 Pelussi, 13 Quinteros, 14 J.P. Gutiérrez, 15 Kammerichs,        All. Sergio Hernández
Campionato americano maschile di pallacanestro 20114 Scola, 5 Ginóbili, 6 Sánchez, 7 Oberto, 8 Prigioni, 9 J.P. Gutiérrez, 10 Delfino, 11 Quinteros, 12 Leiva, 13 Nocioni, 14 Jasen, 15 Kammerichs,        All. Julio Lamas
Campionato americano maschile di pallacanestro 20134 Scola, 5 Fernández, 6 Mata, 7 Campazzo, 8 Laprovíttola, 9 Gutiérrez, 10 Boccia, 11 Espinoza, 12 Delía, 13 Bortolín, 14 Mainoldi, 15 Safar,        All. Julio Lamas
Campionato americano maschile di pallacanestro 20154 Scola, 5 Richotti, 7 Campazzo, 8 Laprovíttola, 9 Brussino, 12 Delía, 13 Nocioni, 14 Deck, 15 Safar, 19 Mainoldi, 29 Garino, 83 Gallizzi,        All. Sergio Hernández
Campionato americano maschile di pallacanestro 20173 Vildoza, 4 Scola, 7 Campazzo, 8 Laprovíttola, 9 Brussino, 10 Fjellerup, 12 Delía, 14 Deck, 19 Mainoldi, 25 Redivo, 29 Garino, 83 Gallizzi,        All. Sergio Hernández
Campionato americano maschile di pallacanestro 20222 Fjellerup, 7 Campazzo, 8 Laprovíttola, 9 Brussino, 10 Delfino, 11 Vildoza, 12 Delía, 14 Deck, 22 Vaulet, 25 Chapero, 31 Bolmaro, 83 Gallizzi,        All. Pablo Prigioni

### Campionati sudamericani
Campionato sudamericano maschile di pallacanestro 1930Dolhagaray, Dommel, Dreyer, Farioli, Lamazou, Onetto, Orri, Tassara, Zolezzi, All. -
Campionato sudamericano maschile di pallacanestro 1932Caimari, Dolhagaray, Farioli, Lamazou, Massili, Onetto, Orri, Zolezzi, All. Alberto Regina
Campionato sudamericano maschile di pallacanestro 1934Aizcorbe, Boído, Di Vita, Giannuzzo, Gutiérrez, Onetto, Orlando, Orri, Peyrú, Verzini, All. Víctor Caamaño
Campionato sudamericano maschile di pallacanestro 1935Di Vita, Gandolfo, García, Gómez, Orlando, Orri, Peyrú, Schiaffino, Stroppiana, Zolezzi, All. Alberto Regina
Template:Argentina maschile pallacanestro sudamericano 1938
Campionato sudamericano maschile di pallacanestro 1939Biggi, Calvo, Carrasco, Castillo, Gallo, González, Grilli, Morales, C. Sánchez, R. Sánchez, All. Alberto Regina
Template:Argentina maschile pallacanestro sudamericano 1940
Campionato sudamericano maschile di pallacanestro 1941Biggi, Butta, Giallorenzo, Lledó, Malvicini, Pérez, Piérola, Romagnolo, Rossi, Ruiz, C. Sánchez, R. Sánchez, Vinassa, All. Juan Fava, Atilio Sálice
Campionato sudamericano maschile di pallacanestro 1942Arrúa, Calvo, Giallorenzo, Gómez, Grasso, Lombardi, Lledó, Malvicini, Romagnolo, Sánchez, Vío, All. Juan Fava
Campionato sudamericano maschile di pallacanestro 1943Arrúa, Beltrán, Buhl, Carrasco, Chazarreta, Jiménez, Lledó, Malvicini, Ojeda, Romagnolo, Sánchez, Serena, All. Saúl Ramírez Manfredi
Campionato sudamericano maschile di pallacanestro 1945Baudracco, Beltrán, Calvo, Castaño, Giani, Guerrero, Lledó, Marchessino, Raggio, Romagnolo, Varela, Vío, All. -
Campionato sudamericano maschile di pallacanestro 1947Baudracco, Bollea, Calvo, Furlong, González, Guerrero, Lledó, López, Menini, Uder, Varani, Venturini, Vío, All. Juan Fava
Campionato sudamericano maschile di pallacanestro 1949Bertotti, Capece, Furlong, Gondell, González, Monza, Nuré, Pagliari, Pérez Varela, Uder, Venturi, Viau, All. Jorge Canavesi
Campionato sudamericano maschile di pallacanestro 1955Aldunate, Barea, Cisneros, Colombo, Fernández, Furlong, Gazsó, González, Lubnicki, Pagliari, Parizzia, Peralta, Vasino, Viau, All. Casimiro González, Francisco del Río
Campionato sudamericano maschile di pallacanestro 1958Barreneche, Borda, Fagnani, Fernández, Giménez, Giorgio, González, Lezcano, Parizzia, Ruggia, Schime, Tulli, Vasino, Villa, All. Américo Pérez
Campionato sudamericano maschile di pallacanestro 1960Alfonso, Armendáriz, Barreneche, Bolzicco, Canducci, Chazarreta, Crespi, Farías, Lutringer, Mascetti, Pérez, Romero, Tozzi, Tulli, All. Raúl Calvo
Campionato sudamericano maschile di pallacanestro 19613 L. Torrás, 4 Farías, 5 Tulli, 6 Crespi, 7 Lutringer, 8 Cacciamani, 9 Armendáriz, 10 Chazarreta, 11 Olariaga, 12 Gómez, 13 Riofrío, 14 Niktchevitch, 15 Canducci, 16 R. Torrás,        All. Jorge Martínez
Campionato sudamericano maschile di pallacanestro 1963Ballícora, Battilana, Crespi, De Simone, Domínguez, Fruet, Iriñez, Lutringer, Mariani, García Moreno, Ríos, Tozzi, Tulli, All. Francisco Barrientos
Campionato sudamericano maschile di pallacanestro 1966Alix, Arce, Armendáriz, Ballícora, Feresín, Gehrmann, Mariani, Masolini, H. Oliva, S. Oliva, M. Sandor, T. Sandor, All. Alberto López
Campionato sudamericano maschile di pallacanestro 1968Chazarreta, Crespi, Delguy, De Lizaso, Gehrmann, Guzmán, López, Monachesi, Oliva, Pellandini, Riofrío, Tozzi, All. Jorge Martínez
Campionato sudamericano maschile di pallacanestro 1969Arce, Benítez, Cabrera, Cipriani, Flores, Fruet, Gehrmann, Guzmán, Monachesi, Oliva, Tozzi, Zoff, All. Casimiro González
Campionato sudamericano maschile di pallacanestro 1971Becerra, Benítez, Cabrera, Cortondo, Delguy, De Lizaso, Denis, González, Guitart, Prato, Riofrío, Salas, All. Jorge Canavesi
Campionato sudamericano maschile di pallacanestro 19734 Sfeir, 5 De Lizaso, 6 Perazolo, 7 Guitart, 8 Benítez, 9 Draghi, 10 Perazzo, 11 Pellandini, 12 Prato, 13 González, 14 Cabrera, 15 Gehrmann,        All. Miguel Ángel Ripullone
Campionato sudamericano maschile di pallacanestro 1976Aguirre, Benítez, Cadillac, Gehrmann, Guitart, Martín, Mendoza, Pellandini, Perazzo, Prato, Raffaelli, Verga, All. Raúl García, Heriberto Schonwies
Campionato sudamericano maschile di pallacanestro 1977Aguirre, Cadillac, Estalles, Fernández, Gehrmann, Guitart, Leveau, Martín, Mendoza, Pellandini, Verga, All. Heriberto Schonwies
Campionato sudamericano maschile di pallacanestro 1979Aguirre, Cabrera, Cadillac, Oroño, C. González, L. González, Martín, Pagella, Perazzo, Prato, Raffaelli, Romano, All. Miguel Ángel Ripullone
Campionato sudamericano maschile di pallacanestro 1981Aguirre, Cortijo, Fernández, González, Martín, Oroño, Pellandini, Perazzo, Prato, Raffaelli, Romano, All. Raúl García
Campionato sudamericano maschile di pallacanestro 1983Aréjula, Cadillac, Camisassa, Cortijo, Faggiano, González, Maggi, Oroño, Perazzo, Prato, Raffaelli, Romano, All. Alberto Finguer
Campionato sudamericano maschile di pallacanestro 1985Aispurúa, Borcel, Camisassa, Campana, Cortijo, J. González, L. González, Maggi, Montenegro, Oroño, Perazzo, Romano, All. León Najnudel
Campionato sudamericano maschile di pallacanestro 1987Aispurúa, Camisassa, Cerutti, Cortijo, Faggiano, González, Milanesio, Pérez, Romano, Scolari, Uranga, Yodice, All. Flor Meléndez
Campionato sudamericano maschile di pallacanestro 1989Aispurúa, Campana, Cerutti, Cocha, Cortijo, J. González, L. González, Maggi, Milanesio, Osella, Rodríguez, Uranga, All. Alberto Finguer
Campionato sudamericano maschile di pallacanestro 1991Aispurúa, Bernardini, Coissón, Darras, de la Fuente, Farabello, Milanesio, Oroño, Osella, Sucatzky, Tourn, Uranga, All. Carlos Boismené
Campionato sudamericano maschile di pallacanestro 1993Cocha, de la Fuente, Dominé, Hedman, Maggi, Milanesio, Racca, Romano, Simoni, Uranga, Wolkowyski, All. Guillermo Vecchio
Campionato sudamericano maschile di pallacanestro 1995Beigier, Bernardini, Farabello, Fernández, Gil, Marino, Michel, Moravansky, Pérez, Reale, Ruiz Moreno, Schiavi, All. Guillermo Vecchio
Campionato sudamericano maschile di pallacanestro 1997de la Fuente, Díaz, Farabello, Fernández, Montecchia, Nóbile, Oberto, Osella, Sconochini, Victoriano, Villar, Wolkowyski, All. Julio Lamas
Campionato sudamericano maschile di pallacanestro 1999Aispurúa, Espil, Ginóbili, Gutiérrez, Jasen, Montecchia, Nocioni, Palladino, Sánchez, Scola, Victoriano, Wolkowyski, All. Julio Lamas
Campionato sudamericano maschile di pallacanestro 2001Baldo, Farabello, Fernández, Gigena, Gutiérrez, Herrmann, Montecchia, Nocioni, Osella, Palladino, Pelussi, Victoriano, All. Rubén Magnano
Campionato sudamericano maschile di pallacanestro 20034 Kammerichs, 5 Prigioni, 6 González, 7 Lábaque, 8 Lo Grippo, 9 Prato, 10 Gutiérrez, 11 Leiva, 12 Palladino, 13 Quinteros, 14 Mázzaro, 15 Fernández,        All. Rubén Magnano
Campionato sudamericano maschile di pallacanestro 20044 Lo Grippo, 5 Prigioni, 6 González, 7 Lábaque, 8 Farabello, 9 Delfino, 10 L. Gutiérrez, 11 Prego, 12 Herrmann, 13 Pelussi, 14 Mázzaro, 15 J.P. Gutiérrez,        All. Fernando Duró
Campionato sudamericano maschile di pallacanestro 20064 Gianella, 5 García, 6 Calderón, 7 Lo Grippo, 8 Porta, 9 Ginóbili, 10 L. Gutiérrez, 11 Sandes, 12 J.P. Gutiérrez, 13 Quinteros, 14 Jasen, 15 Mainoldi,        All. Sergio Hernández
Campionato sudamericano maschile di pallacanestro 20084 Gutiérrez, 5 García, 6 González, 7 Gerbaudo, 8 Cequeira, 9 de los Santos, 10 Pelussi, 11 Stanic, 12 Locatelli, 13 Quinteros, 14 Mainoldi, 15 Mata,        All. Guillermo Narvarte
Campionato sudamericano maschile di pallacanestro 20104 Gutiérrez, 5 Mata, 6 González, 7 Sandes, 8 Schattmann, 9 Cantero, 10 Cequeira, 11 Alloatti, 12 Aguerre, 13 Vega, 14 Mainoldi, 15 Fernández,        All. Nicolás Casalánguida
Campionato sudamericano maschile di pallacanestro 20124 J.P. Gutiérrez, 5 Fernández, 6 Mata, 7 Sandes, 8 Safar, 9 Campazzo, 10 L. Gutiérrez, 11 Leiva, 12 Delía, 13 Giorgetti, 14 Laprovíttola, 15 Van Lacke,        All. Néstor García
Campionato sudamericano maschile di pallacanestro 20144 Romano, 5 Richotti, 6 Mata, 7 Laprovíttola, 8 Figueroa, 9  Brussino, 10 Espinoza, 11 Leiva, 12 Delía, 13 Giorgetti, 14 Bortolín, 15 Safar,        All. Nicolás Casalánguida
Campionato sudamericano maschile di pallacanestro 20161 Romano, 3 Vildoza, 5 de los Santos, 6 Balbi, 9 Brussino, 12 Delía, 14 Deck, 19 Mainoldi, 20 Schattmann, 27 Aguerre, 35 Acuña, 41 Saiz,        All. Nicolás Casalánguida

### Giochi panamericani
Pallacanestro maschile ai I Giochi panamericaniBustos, Contarbio, del Vecchio, Furlong, González, López, Menini, Monza, Peralta, Pérez Varela, Poletti, Nuré, Uder, Viau, All. Jorge Canavesi
Pallacanestro maschile ai II Giochi panamericani3 Furlong, 4 Parizzia, 5 Barea, 6 Lezcano, 7 Gazsó, 8 López, 9 Viau, 10 Fernández, 11 González, 12 Pagliari, 13 Colombo, 14 Lubnicki, 15 Uder, 16 Peralta,        All. Casimiro González, Francisco del Río
Pallacanestro maschile ai V Giochi panamericaniAlix, Arce, Casarín, Feresín, Gehrmann, Mariani, Masolini, Mazzini, Oliva, M. Sandor, T. Sandor, Villalba, All. Casimiro González
Pallacanestro maschile ai VI Giochi panamericaniBecerra, Benítez, Cabrera, Cortondo, De Lizaso, Gaggero, Gehrmann, González, Pellandini, Perazzo, Prato, Salas, All. Jorge Canavesi
Pallacanestro maschile ai VII Giochi panamericani4 Aguirre, 5 Draghi, 6 Martín, 7 Prato, 8 Guitart, 9 Pagella, 10 Raffaelli, 11 Pellandini, 12 Cadillac, 13 Perazzo, 14 Monachesi, 15 Gehrmann,        All. Abelardo Dasso
Pallacanestro maschile agli VIII Giochi panamericaniAguirre, Cadillac, Cortijo, C. González, L. González, Martín, Oroño, Pagella, Perazzo, Prato, Raffaelli, Romano, All. Miguel Ángel Ripullone
Pallacanestro maschile ai IX Giochi panamericani4 Camisassa, 5 Aréjula, 6 Duffy, 7 Faggiano, 8 Romano, 9 Maggi, 10 Perazzo, 11 Cortijo, 12 Cadillac, 13 Milovich, 14 Oroño, 15 González,        All. Alberto Finguer
Pallacanestro maschile ai X Giochi panamericaniMerlo, Cerutti, Villar, Romano, Milanesio, Milovich, Pérez, Scolari, Richotti, Faggiano, Rodríguez, Montenegro, All. Flor Meléndez
Pallacanestro maschile agli XI Giochi panamericani4 Pérez, 5 Tourn, 6 Maggi, 7 de la Fuente, 8 Bernardi, 9 Milanesio, 10 Darrás, 11 Cortijo, 12 Uranga, 13 Espil, 14 Oroño, 15 Osella,        All. Carlos Boismené
Pallacanestro maschile ai XII Giochi panamericani4 Cocha, 5 Aragona, 6 Villar, 7 de la Fuente, 8 Maggi, 9 Milanesio, 10 Espil, 11 Osella, 12 Oberto, 13 Racca, 14 Pérez, 15 Wolkowyski,        All. Guillermo Vecchio
Pallacanestro maschile ai XIII Giochi panamericaniAispurúa, Fernández, Ginóbili, Gutiérrez, Herrmann, Jasen, Leiva, Nocioni, Olivares, Palladino, Sucatzky, Victoriano, All. Julio Lamas
Pallacanestro maschile ai XIV Giochi panamericaniGonzález, Lábaque, Prato, Leiva, Quinteros, Mázzaro, Prigioni, Pelletieri,  Alba, Guaita, Cavaco, Sandes, All. Fernando Duró
Pallacanestro maschile ai XV Giochi panamericani4 Sucatzky, 5 D. García, 6 Mikulas, 7 Lo Grippo, 8 Cequeira, 9 Sandes, 10 González, 11 Leiva, 12 Prato, 13 Bulfoni, 14 Mainoldi, 15 Byro,        All. Gonzalo García
Pallacanestro maschile ai XVI Giochi panamericani4 Romano, 5 Fernández, 6 Elsener, 7 Sandes, 8 González, 9 Espinoza, 10 Cequeira, 11 Alloatti, 12 Delía, 13 Gerlero, 14 Laprovíttola, 15 Fernández Chávez,        All. Enrique Tolcachier
Pallacanestro maschile ai XVII Giochi panamericani4 Vildoza, 5 Richotti, 6 Mata, 7 Campazzo, 8 Laprovíttola, 9 Brussino, 10 Aguerre, 11 Gallizzi, 12 Delía, 13 Torres, 14 Bortolín, 15 Garino,        All. Sergio Hernández
Pallacanestro maschile ai XVIII Giochi panamericani1 Cáffaro, 3 Vildoza, 4 Scola, 7 Campazzo, 8 Laprovíttola, 9 Brussino, 10 Fjellerup, 12 Delía, 14 Deck, 25 Redivo, 29 Garino, 86 Gallizzi,        All. Sergio Hernández
Pallacanestro maschile ai XIX Giochi panamericani6 Scala, 8 Barral, 9 Baralle, 11 Lugarini, 14 Saiz, 18 Pérez, 20 Bocca, 23 Giovannetti, 33 Ramírez, 44 Cuello, 83 Gallizzi, 91 Hernández,        All. Leandro Ramella

## Nazionali giovanili
- Selezioni giovanili della nazionale maschile di pallacanestro dell'Argentina